# Ephedra sumlingensis
Ephedra sumlingensis är en kärlväxtart som beskrevs av P.Sharma och P.L.Uniyal. Ephedra sumlingensis ingår i släktet efedraväxter, och familjen Ephedraceae. Inga underarter finns listade i Catalogue of Life.